# Sportovec roku 1998

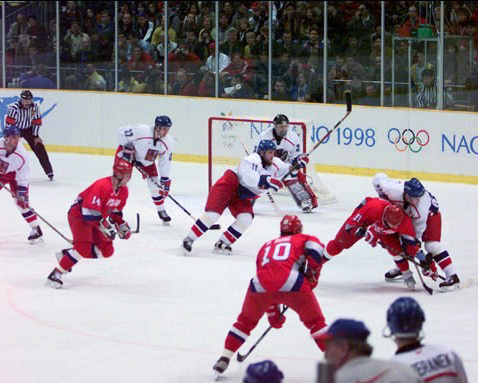
Zápas Česko-Rusko na OH v Naganu, v bráně Dominik Hašek

Sportovec roku 1998 byl 40. ročník ankety Sportovec roku a šestý v samostatném Česku. Vítězem se stal hokejový brankář Dominik Hašek, který svými výkony na olympiádě v Naganu toho roku dopomohl české hokejové reprezentaci k zisku historického zlata. Do první desítky se dostali ještě další dva hokejisté. Zajímavostí je, že vítězka Wimbledonu z toho roku Jana Novotná se umístila v kategorii jednotlivců až na 4. místě, ačkoli všechny ostatní české singlové triumfy na Wimbledonu (Jan Kodeš 1973, Petra Kvitová 2011 a 2014, Markéta Vondroušová 2023) na vítězství v anketě Sportovec roku stačily.
Kuriózní situace nastala v soutěži kolektivů, kde čeští hokejisté obsadili dokonce první dvě příčky. Na prvním místě stanuli jakožto "olympijský hokejový výběr" a na druhém jako "česká hokejová reprezentace". Prosadila se tak tradice (mnohými sportovními historiky ovšem pozvolna opouštěná) oddělovat olympijské reprezentační výběry od těch klasických. Tato tradice vznikla v době, kdy olympijský výbor bazíroval na "amatérismu" a formálně se tak stavěly v mnoha sportech "jiné", "čistě amatérské" reprezentace pro olympijské hry. Zvláště v zemích východního bloku to vedlo často ke kuriózním situacím, neboť tam skutečný profesionální sport nebyl oficiálně povolen a formálně byli všichni sportovci amatéry, takže se "olympijský výběr" od klasicky reprezentačního nemusel lišit vůbec, ale "aby to nebylo do očí", mírně se vždy lišil (proto například země východního bloku tolik do 90. let dominovaly ve fotbalovém turnaji). Toto rozdělování postupně ztratilo smysl a zvláště u hokejového turnaje v Naganu, kde po dohodě s NHL programově startovali nejlepší profesionálové planety. Přesto se tradiční hledisko u mnoha hlasujících z Klubu sportovních novinářů, pořadatele ankety, prosadilo. Druhým důvodem tohoto rozštěpení byl zvyk z minulých let vztahovat hlas pro družstvo ke konkrétnímu turnaji nebo šampionátu (bylo to důležité zejména například u štafet) - hlasem pro hokejový olympijský výběr tudíž hlasující ocenili mužstvo na hrách v Naganu a hlasem pro hokejovou reprezentaci ocenili bronz vybojovaný na mistrovství světa ve Švýcarsku na jaře toho roku. V mnoha jiných případech v minulosti ale toto hledisko respektováno nebylo a byl oceněn reprezentační výběr či sportovní klub za výkony ve více soutěžích najednou.

## První desítka jednotlivci
1. Dominik Hašek (lední hokej) - 2242 bodů
2. Kateřina Neumannová (lyžování) - 1749
3. Jaromír Jágr (lední hokej) - 1653
4. Jana Novotná (tenis) - 1482
5. Martin Doktor (kanoistika) - 1211
6. Šárka Kašpárková (atletika) - 1047
7. Pavel Nedvěd (fotbal) - 925
8. Petr Korda (tenis) - 836
9. Petr Svoboda (lední hokej) - 743
10. Helena Fuchsová (lehká atletika) - 535

## První trojka družstva
1. Olympijský hokejový tým - 684 bodů
2. Česká hokejová reprezentace - 341
3. Česká fotbalová reprezentace - 274

## Junioři
1. Hana Pešková
2. Lukáš Přinda
3. Martin Koukal